# Bahrajn
Bahrajn (arab. ‏البحرين‎, trb. Al-Bahrajn), oficjalnie Królestwo Bahrajnu (arab. ‏مملكة البحرين‎, trb. Mamlakat al-Bahrajn) – państwo o ustroju monarchicznym, położone w Azji, w Zatoce Perskiej, na archipelagu między Katarem a północno-wschodnim wybrzeżem Arabii Saudyjskiej. W 1971 roku uzyskał niepodległość. Od lat 30. XX wieku wydobywa się tam ropę naftową, a uzyskane dochody inwestuje na miejscu. Od 2002 roku panujący Bahrajnem używa tytułu król, wcześniej posługiwał się tytułem emir.

## Pochodzenie nazwy
Po arabsku bahrajn (‏بحران'‎) oznacza „dwa morza”. Nazwa może wskazywać na dwa źródła wody, słodką wodę źródlaną i słoną morską, lub też na części Zatoki Perskiej na północ i południe od wyspy.

## Geografia

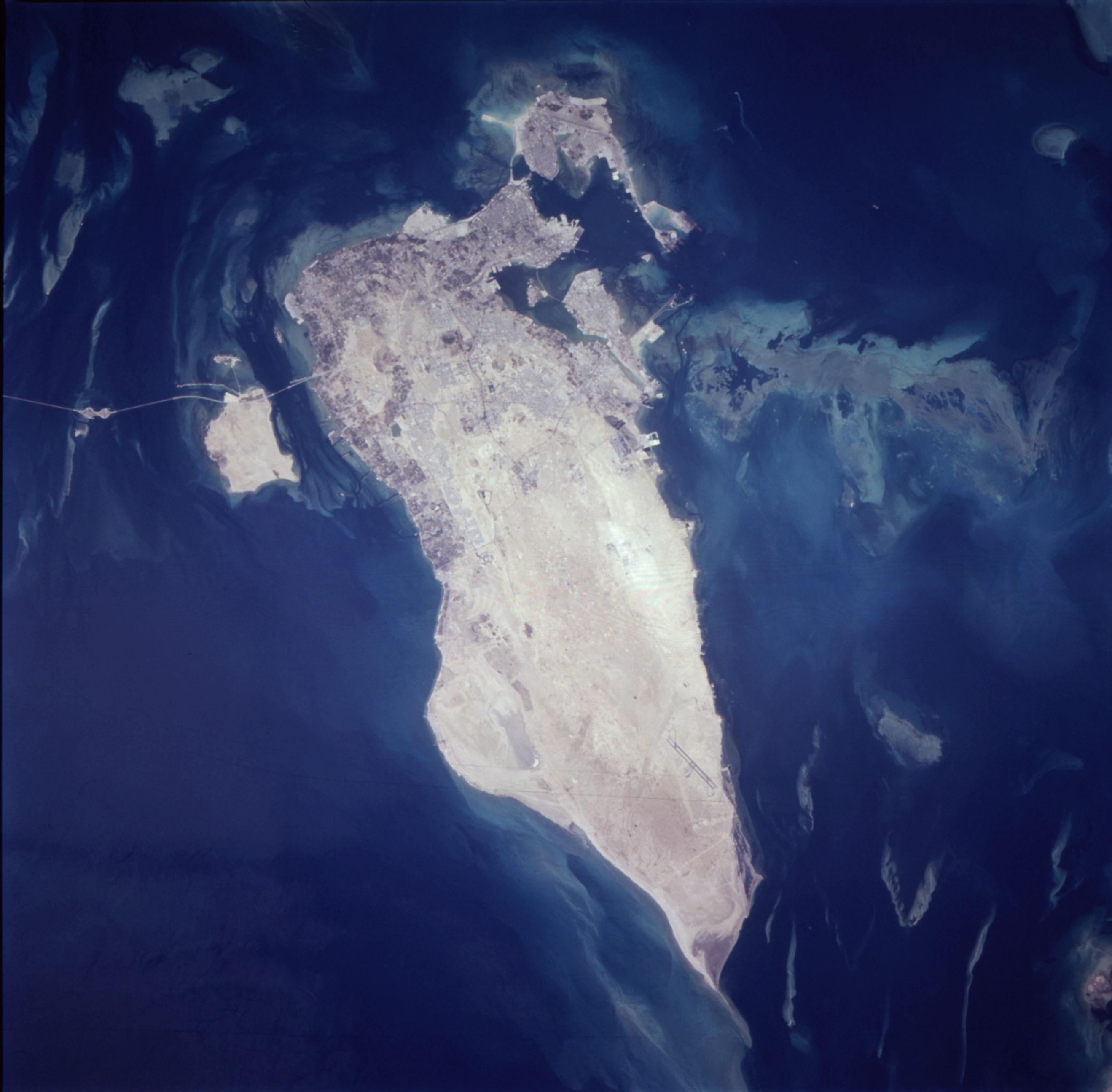
Bahrajn z kosmosu

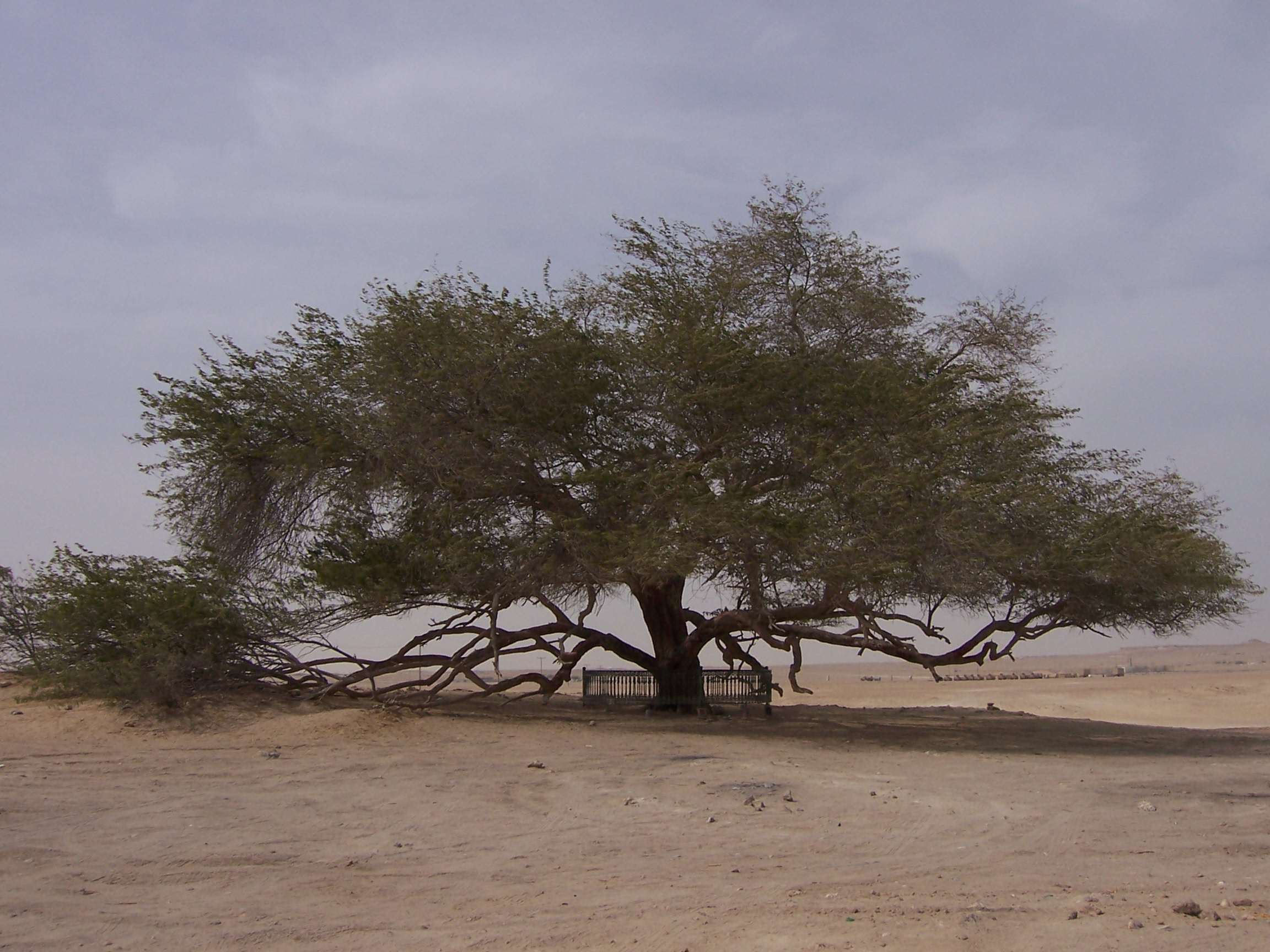
Nieodłącznym elementem krajobrazu Bahrajnu są pustynie i sucholubna roślinność

Państwo Bahrajnu zajmuje wyspę Al-Bahrajn i kilkanaście mniejszych przybrzeżnych wysp i wysepek. Bahrajn jest krajem wybitnie nizinnym, pokrytym pustyniami i miejscami słonymi bagnami. Najwyższy punkt: Dżabal ad-Duchan 122 m n.p.m., a linia brzegowa liczy 161 km. Państwo to leży w strefie klimatu zwrotnikowego suchego, cechującym się typowymi warunkami pustynnymi. Bardzo uboga szata roślinna (zasobna jedynie pod względem gatunkowym) i zwierzęca. Brak stałych rzek, istnieją za to bogate źródła wód artezyjskich.

## Historia

### Czasy przedislamskie
W czasach przedislamskich i we wczesnym okresie muzułmańskim nazwę Bahrajn odnoszono do wybrzeża Półwyspu Arabskiego znanego jako Al-Hasa (obecnie Al-Ahsa). Archipelag Bahrajn był wymieniany przez geografów perskich, greckich i rzymskich jako ośrodek handlu i połowu perłopławów. Pierwsze ślady osadnictwa na terenie Bahrajnu datowane są na X tysiąclecie p.n.e., a w III tysiącleciu p.n.e. był głównym ośrodkiem imperium Dilmun.
Bahrajn w czasach starożytnych był dobrze prosperującym ośrodkiem handlu morskiego między Mezopotamią, a doliną Indusu.
W 323 roku p.n.e. wyspy zostały zdobyte przez wojska Aleksandra Macedońskiego i przemianowane na Tylos.

### Średniowiecze i nowożytność
Wraz z powstaniem islamu, Bahrajn (jak cały Półwysep Arabski) bardzo szybko dostał się pod panowanie tejże religii. W VII w. część plemion pochodzących od Lachmidów wystąpiła przeciwko kalifatowi arabskiemu. Po rozbiciu rebeliantów Bahrajn został włączony do kalifatu, ale praktycznie pozostał niezależny. W VIII w. Bahrajn znalazł się we władaniu charydżytów, a w X w. karmatów, którzy w 930 roku splądrowali świątynię Al-Kaabę i zabrali do Bahrajnu Czarny Kamień (kamień ten pozostawał w ich rękach do 950 roku). W XII w. Bahrajn znalazł się w strefie wpływów Kajsarytów z wyspy Kajs, a następnie Persów. W 1235 roku archipelag i Al-Katif zostały zajęte przez wojska władcy Farsu, jednak już w 1253 roku odzyskały niezależność. Do 1521 roku Bahrajn znajdował się pod panowaniem władców muzułmańskich, następnie obecny Bahrajn został opanowany przez Portugalczyków. W 1602 roku Portugalczycy zostali wyparci z Bahrajnu przez perskiego szacha Abbasa I, który powierzył rządzenie Bahrajnem plemionom arabskim z wybrzeża perskiego.
W 1783 roku Bahrajn został zdobyty przez ród Al Chalifa (z plemienia Al-Utub z Półwyspu Arabskiego), który do dziś jest rodem panującym. Od początku XIX wieku umacniały się wpływy Wielkiej Brytanii (kolonializm). W 1820 roku zawarto układ pokojowy o ochronie i handlu morskim (Bahrajn był jednym z ośrodków piractwa i handlu niewolnikami tzw. Wybrzeża Piratów). W XIX wieku Bahrajn znajdował się pod kontrolą Korony Brytyjskiej, a pretensje wobec wyspy rościł sobie także Iran.

### XX wiek i początek XXI wieku
Od 1932 roku historia Bahrajnu przybrała inny obrót. Bahrajn rozpoczął wydobycie ropy naftowej. W 1958 roku Bahrajn zawarł układ o granicach morskich z Arabią Saudyjską. W 1965 roku wybuchło rozpoczęte przez lewicowych uczniów powstanie znane jako intifada marcowa. Powstanie zostało stłumione przez rząd. Do 1968 roku Bahrajn pozostawał w składzie Federacji Emiratów Arabskich. Jednak wskutek braku uzgodnień w sprawach konstytucji i finansów 14 sierpnia 1968 roku ogłosił niepodległość. Dzięki zyskom z handlu ropą naftową, Bahrajn bardzo szybko rozwinął swoją gospodarkę. Widocznym przykładem jest tutaj m.in. nowoczesna zabudowa miejska. 15 sierpnia 1971 roku został podpisany nowy układ z Wielką Brytanią, który anulował poprzednie traktaty i oznaczał przywrócenie pełnej niepodległości. Szejk Isa przyjął tytuł emira. Rada Państwa została przekształcona w Radę Ministrów, premierem został brat władcy Chalifa ibn Salman. Na podstawie Rezolucji Rady Bezpieczeństwa ONZ nr 296 z 18 sierpnia 1971 roku Bahrajn został członkiem ONZ.
Pod wpływem islamskiej rewolucji irańskiej doszło w 1981 roku do nieudanej próby zamachu stanu przeprowadzonego przez szyicką organizację Islamski Front Wyzwolenia Bahrajnu finansowaną przez Korpus Strażników Rewolucji Islamskiej. Po nieudanym puczu Front kontynuował działalność poprzez sporadyczne zamachy na przedstawicieli władzy. W kwietniu 1985 roku wybuchł konflikt między Bahrajnem a Katarem o wyspę Faszt ad-Dibal stanowiącą terytorium sporne. Bahrajn poparł sankcje ONZ przeciwko Irakowi w związku z agresją na Kuwejt w sierpniu 1990 roku i zezwolił Stanom Zjednoczonym oraz Wielkiej Brytanii na ulokowanie na swoim terytorium sił powietrznych uczestniczących w latach 1990–1991 w wyzwalaniu Kuwejtu spod okupacji wojsk Saddama Husajna. W 1991 roku Bahrajn podpisał porozumienie z USA o współpracy w dziedzinie obrony. W 1994 roku wybuchło powstanie zbrojne trwające do 1999 roku i prowadzone przez opozycję zarówno islamistyczną, lewicową, jak i liberalną. Opór powstańców został co prawda stłumiony przez rząd, jednak władza poczyniła pewne demokratyczne ustępstwa. Po śmierci emira Isy ibn Salmana Al-Khalify w 1999 roku, nowym władcą został jego syn Hamad. W 2001 roku przeprowadzono powszechne referendum, w wyniku którego zatwierdzono nową konstytucję. Konstytucja ta ogłosiła Bahrajn królestwem. W tym samym roku Bahrajn wziął udział w amerykańskiej inwazji na Afganistan. Pierwsze wybory do nowego parlamentu odbyły się w 2002 roku i zostały zbojkotowane przez islamistyczną opozycję. W 2003 roku Bahrajn potępił inwazję amerykańską na Irak i zaoferował tamtejszemu przywódcy Saddamowi Husajnowi schronienie na terenie Bahrajnu. Kolejne wybory odbyły się w 2006 roku.

### Powstanie w 2011

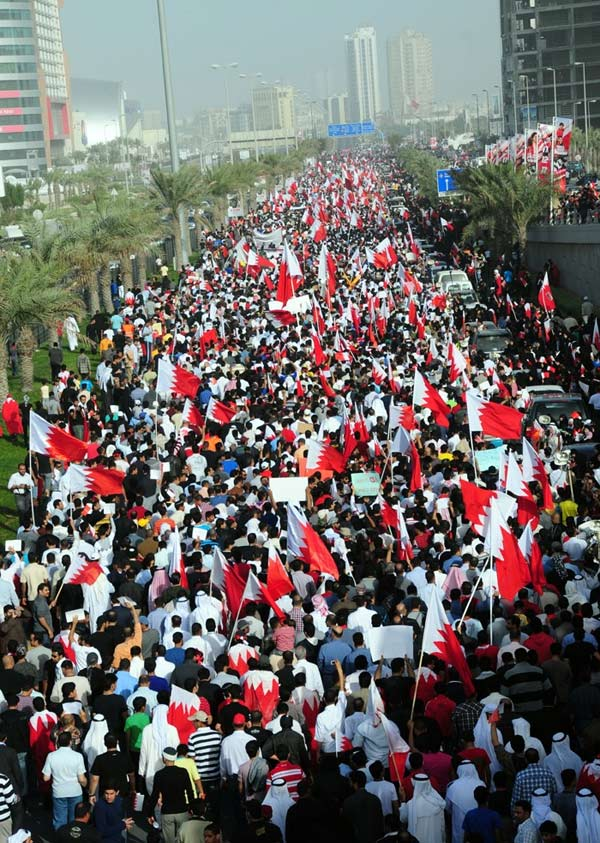
Protesty w 2011

W 2011 roku w kraju doszło do wybuchu protestów szyitów inspirowanych arabską wiosną. Zostały one stłumione. W czerwcu 2016 roku władze Bahrajnu zdelegalizowały największą szyicką organizację opozycyjną – Al-Wifak i odebrały obywatelstwo kraju jednemu z duchowych przywódców społeczności szyickiej ajatollahowi Isie Kasimowi.

## Ustrój polityczny i prawo

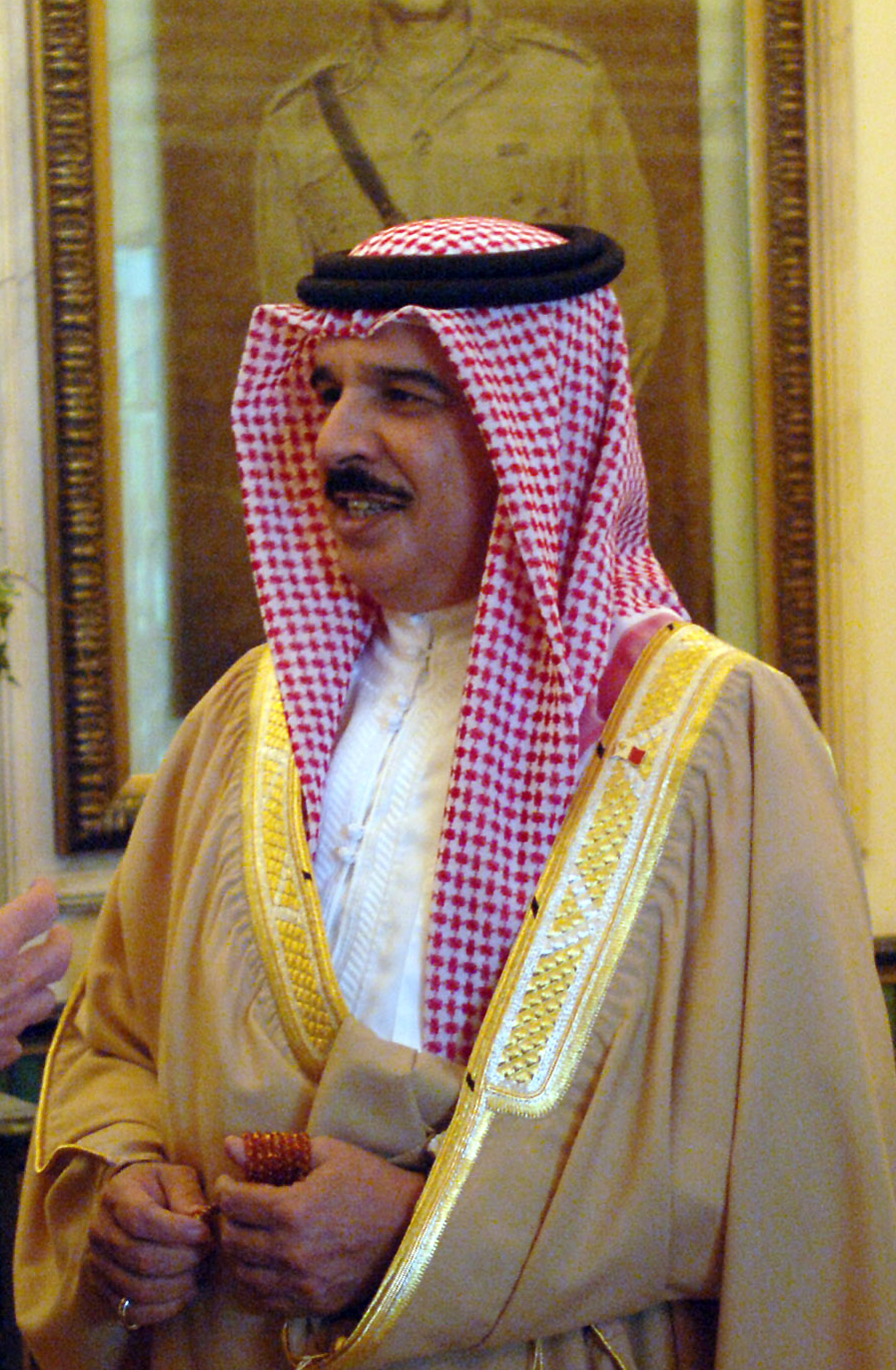
Hamad ibn Isa Al Chalifa, król Bahrajnu

Zgodnie z konstytucją z 2002 roku Bahrajn jest dziedziczną monarchią konstytucyjną, a głową państwa jest król. Władzę wykonawczą sprawuje rząd. Władza ustawodawcza spoczywa w rękach króla i 2-izbowego parlamentu: pochodzącego z powszechnych wyborów Zgromadzenia Narodowego (40 członków o 4-letniej kadencji) i Rady Szury (40 członków mianowanych przez króla).
Głównym źródłem prawa jest szariat – islamskie prawo religijne. Funkcję formalnie nieistniejących partii spełniają tzw. stowarzyszenia polityczne. Tak jak w innych państwach Półwyspu Arabskiego istnieją tradycyjne, konserwatywne normy prawne, ustalone przez islamskie prawo. Widoczne jest to przede wszystkim w przypadku kobiet, które obowiązuje nakaz okrywania większości powierzchni ciała. Normy religijne obowiązują także cudzoziemców, nawet jeśli oni wyznają inną religię. W Bahrajnie w odróżnieniu od innych państw Półwyspu Arabskiego, sprzedawany jest alkohol (nie obowiązuje prohibicja).

## Prawa człowieka
Liczne organizacje zajmujące się obroną praw człowieka, w tym tak znane jak Amnesty International czy Human Rights Watch, wymieniają Bahrajn jako jedno z państw, które nie przestrzegają praw człowieka i w których sytuacja obywateli przynależnych do szyickiej większości, pod tym względem jest najgorsza. Freedom House kwalifikuje Bahrajn jako „not free” (brak wolności). Pomimo iż większość obywateli kraju to muzułmanie szyiccy, od momentu inwazji koalicji katarskich plemion w 1783 roku, krajem rządzi sunnicka mniejszość. Szyicka większość poddana jest regularnym prześladowaniom, włącznie z pobiciami, torturami, porwaniami czy odbieraniem obywatelstwa. Szyici nie mogą piastować żadnych stanowisk o „strategicznym znaczeniu”, jak nauczyciele, żołnierze czy policjanci. Regiony zamieszkane przez szyicką większość są niedofinansowane i standard życia w owych jest dużo niższy niż w odpowiednikach zamieszkanych przez sunnicką mniejszość. Christian Science Monitor określił sytuację szyickiej większości w Bahrajnie mianem apartheidu, gdzie władza zabrania szyitom piastować jakiekolwiek stanowiska w administracji państwowej, umyślnie zmieniając demografię kraju poprzez masowe nadawanie obywatelstwa sunnitom z Pakistanu i Syrii. Saudyjscy wahhabici rekrutowani są w szeregi bahrańskiej policji i aparatu bezpieczeństwa. Szyici mają całkowity zakaz osiedlania się w muhafazie Al-Muhafazat al-Dżanubijja (zajmującej 40% powierzchni kraju), szczególnie w mieście Ar-Rifa, gdzie żyje większość rodziny al-Chalifa. Rządząca rodzina królewska utrzymuje bardzo dobre stosunki ze Stanami Zjednoczonymi, jak i Wielką Brytanią, które to otaczają ją protektoratem do tego posiadając znaczne siły militarne rozlokowane na terenie wyspy. Jedną z osób które kierowały krwawym rządowym aparatem represji w latach 1960–1998 był Brytyjczyk Ian Henderson, nazwany potocznie Rzeźnikiem Bahrajnu ze względu na wprowadzone przez niego metody prześladowania szyickiej większości, m.in. używanie sadystycznej przemocy seksualnej czy wiertarek, podczas wymyślnych sesji tortur.

## Siły zbrojne

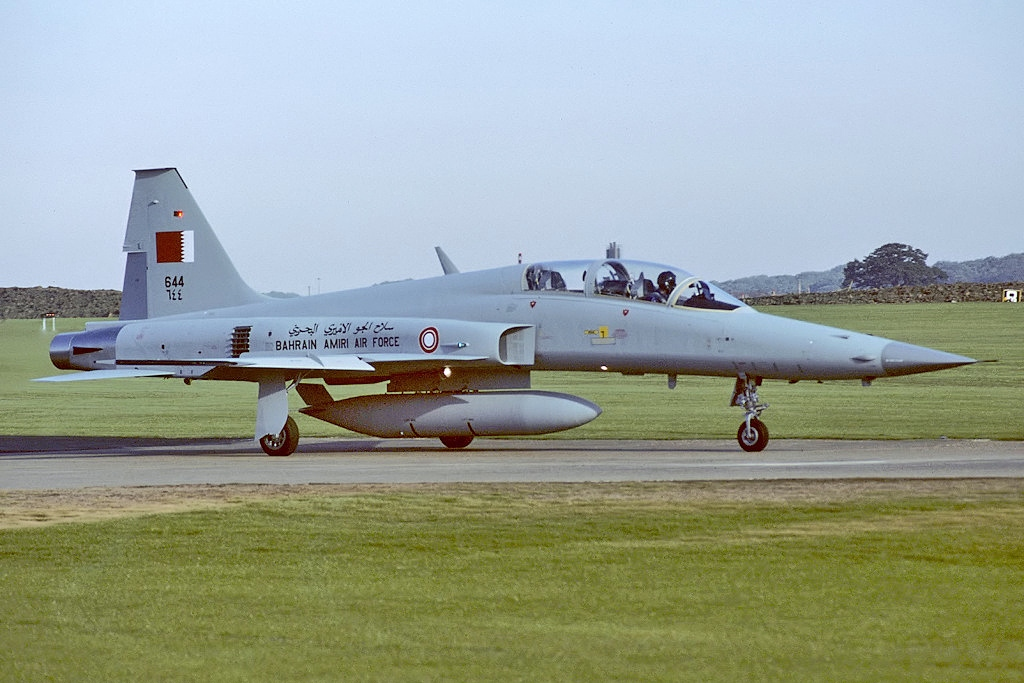
Należący do Bahrajnu samolot myśliwski F-5F Tiger II

Bahrajn dysponuje trzema rodzajami sił zbrojnych: wojskami lądowymi, marynarką wojenną oraz siłami powietrznymi. Uzbrojenie sił lądowych Bahrajnu składało się w 2014 roku z: 180 czołgów, 277 opancerzonych pojazdów bojowych, 13 dział samobieżnych, 26 zestawów artylerii holowanej oraz 9 wieloprowadnicowych wyrzutni rakietowych. Marynarka wojenna Bahrajnu dysponowała w 2014 roku jedną fregatą oraz 33 okrętami obrony przybrzeża. Bahrańskie siły powietrzne z kolei posiadały w 2014 roku uzbrojenie w postaci m.in. 25 myśliwców, 27 samolotów transportowych, 29 samolotów szkolno-bojowych, 63 śmigłowców oraz ośmiu śmigłowców szturmowych.
Wojska bahrańskie w 2014 roku liczyły 13 tys. żołnierzy zawodowych oraz 112,5 tys. rezerwistów. Według rankingu Global Firepower (2014) bahrańskie siły zbrojne stanowią 81. siłę militarną na świecie, z rocznym budżetem na cele obronne w wysokości 730 mln dolarów (USD).

## Demografia
Główną grupę etniczną w Bahrajnie stanowią Arabowie – 63,5%, jednak sporą część, bo jedną trzecią stanowią imigranci innych państw. Są to głównie ludzie pochodzący Azji, do których należą m.in. Persowie – 13%, Muhajir (Pakistańczycy) – 4,5%, Keralczycy – 3,6%, Kurdowie – 3,5%, Tamilowie – 2,5%, Telugu – 2%, Gujarati – 2%, Filipińczycy – 2%. Niewielką część stanowią także obywatele państw zachodnich, szczególnie Brytyjczycy. Imigranci z krajów azjatyckich, to osoby które przybyły do Bahrajnu w celach podjęcia pracy i polepszania swego statusu materialnego, dotyczy to przede wszystkim wszystkich z Pakistanu i Indii. Osoby pochodzące z Europy to głównie specjaliści w dziedzinie budownictwa i inni pracownicy zatrudnieni na wysokich stanowiskach.
Bahrajn podobnie jak inne kraje islamskie cechuje się wysokim przyrostem naturalnym, który wynosi około 14‰ rocznie. Kraj cechuje się dużą gęstością zaludnienia, wynikającą z niewielkich rozmiarów kraju i wysokiego poziomu urbanizacji, oraz dużego napływu obywateli innych państw. Rozmieszczenie ludności jest jednak nierównomierne, a największe skupiska ludzi występują w północnej części wyspy. 90% ludności mieszka w miastach. Analfabetyzm nie jest wysoki i stale zmniejsza się, co jest związane w rozwojem gospodarczym kraju. 86,5% dorosłych potrafi czytać i pisać. Bahrajn cechuje się wysokim wskaźnikiem długości życia, co jest związane z poziomem rozwojowym kraju i wyeliminowaniem groźnych chorób jak np. malaria. Średnia długość życia wynosi: ogółem 74,68 lat; mężczyźni 72,18 lat; kobiety 77,25 lat.

## Kultura, język i religia

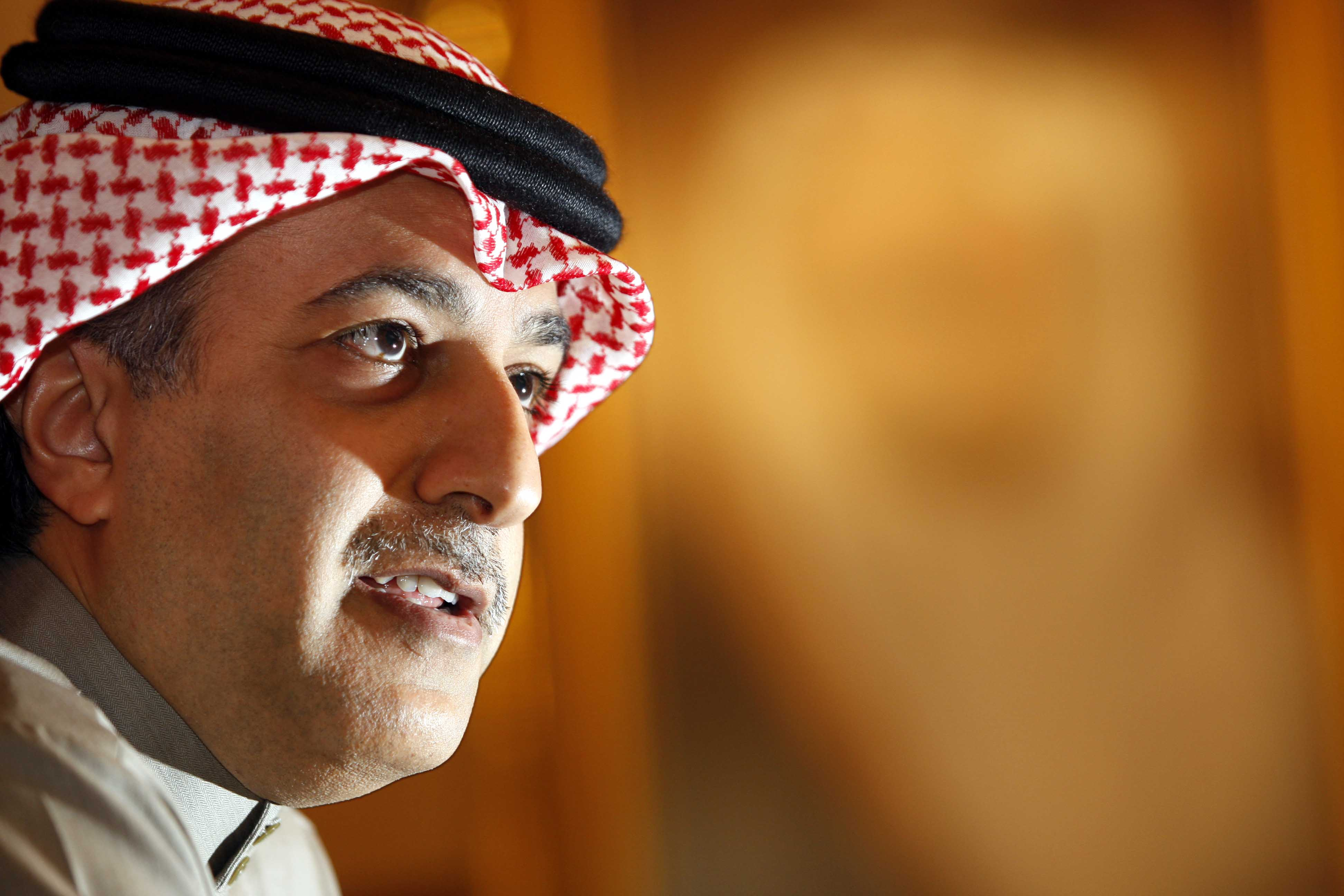
Rodowici obywatele Bahrajnu przywiązują wagę do tradycyjnego stylu ubierania się, tak jak ten widoczny na zdjęciu mężczyzna

Kultura Bahrajnu, pomimo jego dalekiego rozwoju, jest wciąż bardzo konserwatywna. Bahrajńska muzyka wywodzi się z tradycji arabskiej.
Oficjalnym językiem w Bahrajnie jest arabski.

### Religia
Oficjalną religią Bahrajnu jest islam, który wyznaje 70,3% ogółu. Większość muzułmanów to szyici, jednak władzę w kraju sprawują sunnici.
Konstytucja Bahrajnu gwarantuje wolność religijną. Państwo to było pierwszym krajem Zatoki Perskiej, które zezwoliło chrześcijanom na budowę kościołów. W 1939 roku zbudowano pierwszy kościół katolicki pod wezwaniem Najświętszego Serca Pana Jezusa w stolicy tego państwa. W grudniu 2021 konsekrowano Katedrę Matki Bożej Arabskiej, wybudowaną w miejscowości Awali. Katedra jest drugim kościołem katolickim w Bahrajnie (nie licząc kaplicy na przedmieściach stolicy). Jest największą katedrą w regionie Zatoki Perskiej.
Struktura religijna kraju w 2010 roku według Pew Research Center:
- islam – 70,3% (890 000)
- chrześcijaństwo – 14,5% (180 000) (w tym katolicyzm – 8,9% (110 000), protestantyzm – 4,6% (60 000), prawosławni, koptowie – 1% (10 000))
- hinduizm – 9,8% (120 000)
- buddyzm – 2,5% (30 000)
- brak religii – 1,9% (20 000)
- judaizm – 0,6% (<10 000)
- inne religie – 0,4% (<10 000)

### Edukacja
W As-Sachir, Madinat Isie i Manamie znajdują się kampusy założonego w 1986 Uniwersytetu Bahrajńskiego. W stolicy kraju mieści się Uniwersytet Zatoki Arabskiej powstały w 1980 z inicjatywy Rady Współpracy Zatoki Perskiej, przez którą jest zarządzany.

## Gospodarka

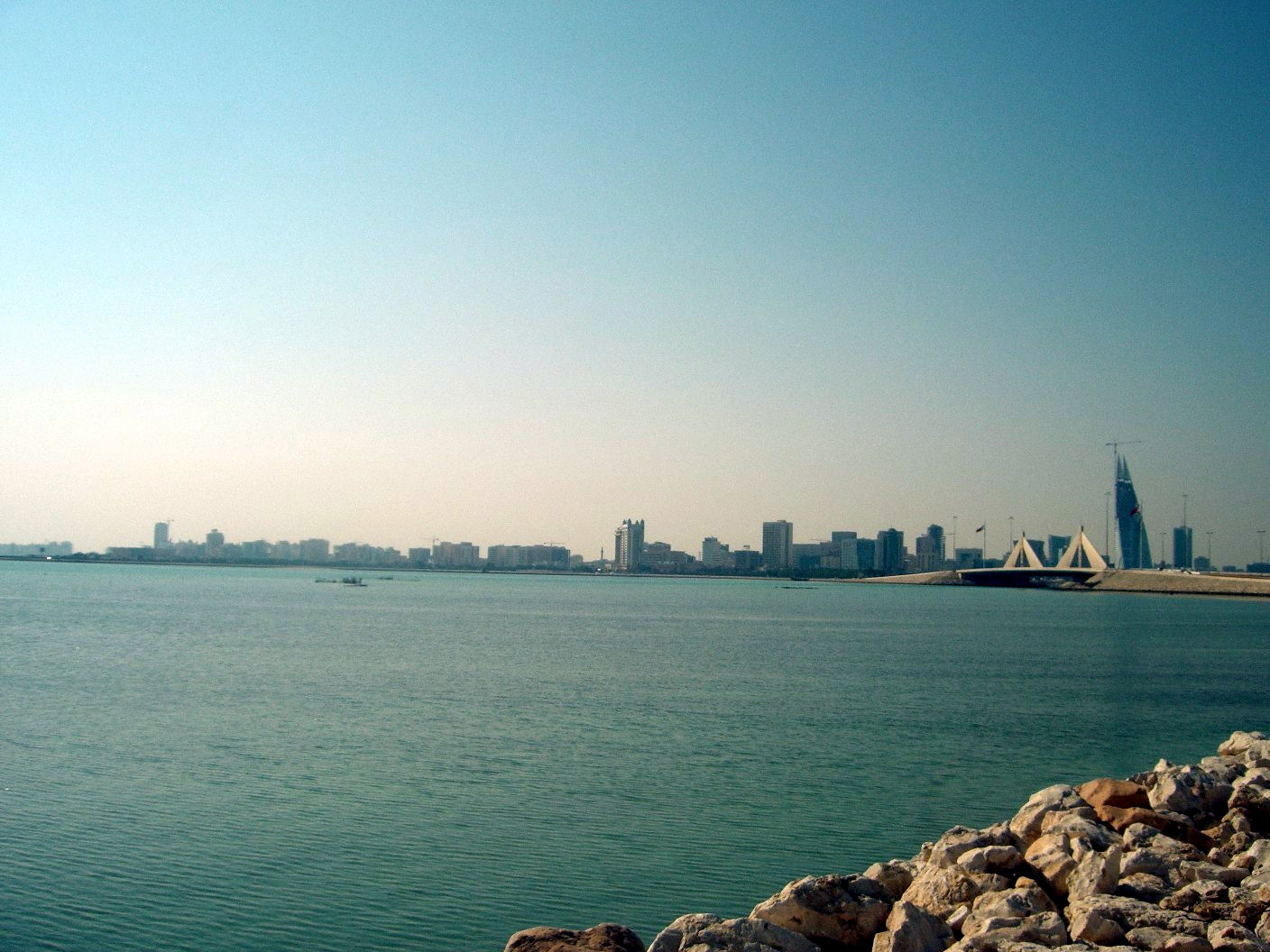
Widok na stolicę Bahrajnu

Bahrajn jest krajem uprzemysłowionym, gdzie podstawą dzisiejszej gospodarki jest górnictwo ropy naftowej, gazu ziemnego oraz przemysł przetwórczy. Wszystkie te działy wytwarzają około 43% PKB. Najmniejszy udział ma rolnictwo, bo tylko 1%. Dużą siłą gospodarki są usługi – około 56%, zwłaszcza handlowe tranzytowe i bankowe. PKB na 1 mieszkańca według parytetu siły nabywczej w 2007 r. wynosił 34,7 tys. dolarów, był więc bardzo wysoki.

### Przemysł
Ropę naftową i gaz ziemny eksploatuje się głównie ze złóż podmorskich. Przemysł górniczy znajduje się pod kontrolą przedsiębiorstw państwowych. Rafinerie w Manama, Sitra i Awali przetwarzają ropę naftową własną (ok. 2 mln t rocznie) i importowaną rurociągiem podmorskim z Arabii Saudyjskiej. Energia elektryczna produkowana w elektrowniach gazowych jest wykorzystywana w hutnictwie aluminium i do odsalania wody morskiej. Istnieje rozwinięte rzemiosło (tkactwo, garncarstwo) z uwagi na wysoki wciąż konserwatyzm kraju. W ostatnich latach zwiększa się wydobycie gazu ziemnego, wzrasta również rola przemysłu przetwórczego.

### Emisja gazów cieplarnianych
Emisja równoważnika dwutlenku węgla z Bahrajnu wyniosła w 1990 roku 17,975 Mt, z czego 11,988 Mt stanowił dwutlenek węgla, a resztę stanowiły w podobnym stopniu emisje metanu i gazów fluorowanych, natomiast emisje podtlenku azotu były marginalne. W przeliczeniu na mieszkańca emisja wyniosła wówczas 24,173 t dwutlenku węgla, a w przeliczeniu na 1000 dolarów PKB 688 kg. Już w następnym roku emisja gazów fluorowanych znacznie spadła, natomiast emisje dwutlenku węgla rosną nadal praktycznie jednostajnie, a metanu pozostają na podobnym poziomie. Głównym źródłem emisji przez cały czas była energetyka. W 2018 emisja dwutlenku węgla pochodzenia kopalnego wyniosła 34,232 Mt, a w przeliczeniu na mieszkańca 21,846 t i w przeliczeniu na 1000 dolarów PKB 520 kg.

### Handel zagraniczny
Bahrajn ma dodatni bilans w handlu. Eksport i reeksport obejmuje 40 do 50 mln t ropy i przetworów naftowych i stalowych rocznie, oraz aluminium. Bahrajn importuje wyroby przemysłowe i żywność. Głównymi partnerami w handlu są: Stany Zjednoczone, Wielka Brytania, Arabia Saudyjska, Japonia, Australia, Zjednoczone Emiraty Arabskie i Niemcy.

## Podział administracyjny

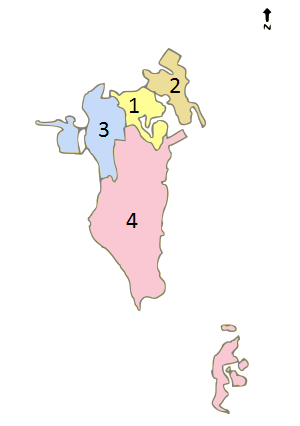
Mapa Bahrajnu przedstawiająca gubernatorstwa

Bahrajn jest podzielony na muhafazaty od 3 lipca 2002. We wrześniu 2014 roku muhafazat al-Wusta został zniesiony, a jego terytorium zostało podzielone pomiędzy muhafazaty al-Asima, al-Dżanubijja i asz-Szimalijja. Obecnie funkcjonujące muhafazaty to (numeracja odpowiada cyfrom na mapie po prawej):
1. al-Asima
2. al-Muharrak
3. asz-Szimalijja
4. al-Dżanubijja

## Władcy Bahrajnu

### Tytuły władców
- 1783–1971 hakim
- 1971–2002 emir
- od 2002 król

### Lista władców
Dynastia Al Chalifa
- Ahmad I ibn Chalifa Al-Chalifa 1783–1795
- Abd Allah I ibn Ahmad Al Chalifa 1796–1843
- Salman I ibn Ahmad Al Chalifa 1796–1825
- Chalifa I ibn Salman Al Chalifa 1825–1834
- Muhammad I ibn Chalifa Al Chalifa 1834–1868 z przerwą 1842-1843
- Ali I ibn Chalifa Al Chalifa 1868–1869
- Muhammad II ibn Abd Allah Al Chalifa 1869
- Isa I ibn Ali Al Chalifa 1869–1932
- Ahmad II ibn Ali Al Chalifa 1869–1888
- Hamad I ibn Isa Al Chalifa 1932–1942
- Salman II ibn Hamad Al Chalifa 1942–1961
- Isa II ibn Salman Al Chalifa 1961–1999
- Hamad II ibn Isa Al Chalifa od 1999

## Tor Formuły 1
Bahrajn rozsławiło na świecie zbudowanie toru wyścigowego Formuły 1 – Bahrain International Circuit. Znaczenie tego toru dla Bahrajnu i jego turystyki oraz gospodarki potwierdza umieszczenie wizerunku toru na jednym z najczęściej używanych banknotów w Bahrajnie – o nominale pół dinara.